# Farrea
Farrea är ett släkte av svampdjur. Farrea ingår i familjen Farreidae.

## Bildgalleri

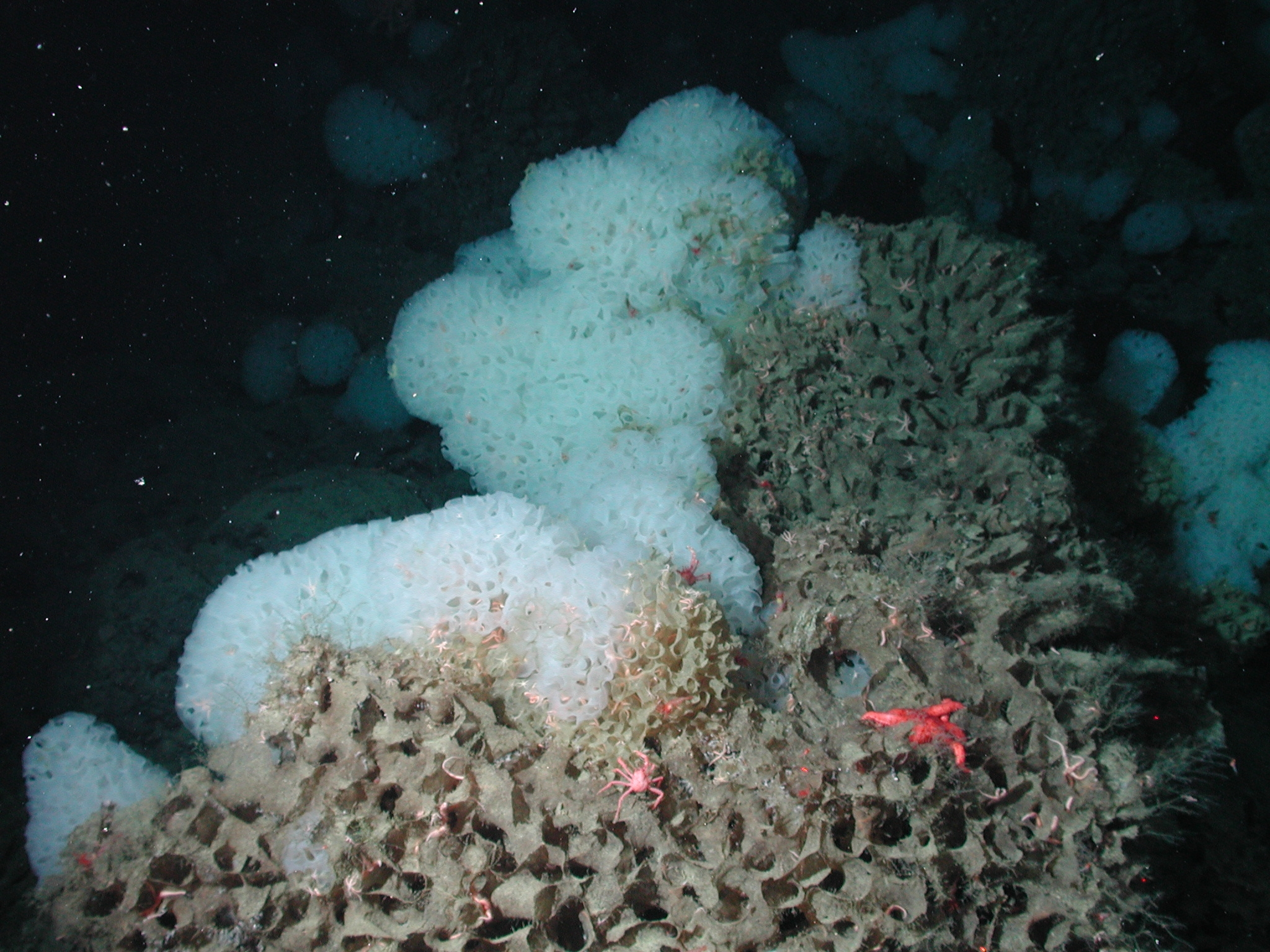

## Dottertaxa tillFarrea, i alfabetisk ordning[1]
- Farrea aculeata
- Farrea beringiana
- Farrea convolvulus
- Farrea costifera
- Farrea deanea
- Farrea fistulata
- Farrea foliascens
- Farrea gassiotti
- Farrea hanitschi
- Farrea herdendorfi
- Farrea inermis
- Farrea infundibuliformis
- Farrea intermedia
- Farrea irregularis
- Farrea kurilensis
- Farrea laevis
- Farrea laminaris
- Farrea lendenfeldi
- Farrea mexicana
- Farrea nodulosa
- Farrea occa
- Farrea parasitica
- Farrea perarmata
- Farrea pocillum
- Farrea robusta
- Farrea seiri
- Farrea sollasi
- Farrea spinifera
- Farrea spinosissima
- Farrea spinulenta
- Farrea spirifera
- Farrea valida
- Farrea watasei
- Farrea weltneri
- Farrea woodwardi
- Farrea vosmaeri